# Musica femina münchen

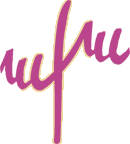
Logo des Vereins musica femina münchen e. V.

Der Verein musica femina münchen e. V. (mfm) ist eine gemeinnützige Gesellschaft zur Förderung und Präsenz von Komponistinnen in Konzertleben und Musikkultur im Münchener Raum. Der Verein wird unterstützt vom Kulturreferat der Stadt München, von der Stiftung Bayerischer Musikfonds und in der Vergangenheit auch vom Bayerischen Kultusministerium bzw. Ministerium für Wissenschaft, Forschung und Kunst.

## Gründung
Im Frühsommer 1987 beschlossen Münchner Musikerinnen und Journalistinnen „Wenn sich niemand um die Werke von Komponistinnen kümmert, sie ausgräbt, einstudiert und aufführt, müssen wir das selbst in die Hand nehmen“, um auf die prekäre Situation von musikschaffenden Frauen aufmerksam zu machen. Am 10. Dezember 1988 wurde dieser Zusammenschluss zum Verein (eingetragen im Juni 1989). Bis heute befinden sich Musikwissenschaftlerinnen, eine Dirigentin, ausübende Musikerinnen und weitere organisatorische Fachfrauen in Vorstand und Beirat.
1995 gründete sich aus der ehrenamtlichen Arbeit von mfm das Komponistinnen-Archiv München (KAM). Darin wurden alle erreichbaren Daten über Komponistinnen und die Fundorte ihrer Werke in München (Noten, Biographisches, Tonträger, Bilder, Programmhefte) aus den mfm-Beständen sowie aus den Münchner Bibliotheken erfasst. Im Dezember 2001 wurde das KAM an das Archiv Frau und Musik des Internationalen Arbeitskreises Frau und Musik e. V. in Frankfurt am Main übergeben, dort als Sondersammlung eingepflegt und zugänglich gemacht.
Am 3. März 2013 beging der Verein seine 25-Jahr-Feier im Münchner Gasteig mit vier Uraufführungen von Dijana Boskovic (Lichtspiele I | Spiegelungen-Finsternis und Lichtspiele II | Feuertänze), Dorothee Eberhardt (Neon), Elina Goto (Die Schatzsuche, Suite für Violoncello und Marimba Nr. 2), Helga Pogatschar (almost jazz) und einer Expertinnen-Runde zur Lage von Komponistinnen in Vergangenheit und Gegenwart.
2018 feierte der Verein am 29. April 2018 sein 30-jähriges Bestehen mit Werken von Dijana Boskovic, Michaela Dietl, Barbara Heller, Narine Khatschatryan, Laura Konjetzky, Katharina Schmauder, Julia Schwartz, Katrin Schweiger, Diana Syrse und Violeta Dinescu. Unter dem Titel „30 Jahre musica femina münchen: ’Wir möchten uns arbeitslos machen’“ wies der Bayrische Rundfunk in einem dreiminütigen Beitrag auf die eigentliche Intention des Vereins hin.

## Ziele
Der Verein hat das Ziel, Komponistinnen der Vergangenheit ans Licht zu holen und Komponistinnen der Gegenwart in ihrer Arbeit zu unterstützen und ins Bewusstsein der Öffentlichkeit zu rücken – und zwar so lange, bis die Musik von Frauen im etablierten Konzertbetrieb gleichberechtigt neben der Musik von Männern gespielt wird.

## Gründungsmitglieder und Vorstand
- 1988: Initiatorin Margaret Minker, Dr. Helga Kästner, Inge Köhle, Anni Kraus, Renate Lettenbauer, Elisabeth Prossel, Bettina Rumpler
- 1989: Margaret Minker (1. Vors.), Bettina Rumpler (2. Vors.), Renate Lettenbauer (3. Vors.), Anni Kraus (Schatzmeisterin)
- seit 2012: Marie-Pierre Beckius, Elina Goto, Anne Holler-Kuthe, Andrea Lässig, Susanne Wosnitzka

## Konzerte
Das erste Konzert fand am 8. März 1988 im Carl-Orff-Saal im Münchner Gasteig unter Schirmherrschaft des OB Georg Kronawitter statt, Sponsor war das Kulturreferat der Landeshauptstadt München. Rund 400 Zuhörer besuchten das Vier-Stunden-Programm.
In den ersten Jahren stellten die Konzertprogramme des Vereins eine ausgewogene Mischung aus älteren Kompositionen vor, vor allem aus dem 18. und 19. Jahrhundert. Trotz ihres Alters waren diese Kompositionen von Frauen teilweise Uraufführungen oder deutsche und Münchner Erstaufführungen. 1992 wurde erstmals ein Konzert ausschließlich mit zwei zeitgenössischen Komponistinnen bestritten. Eine Spezialität der mfm-Konzerte sind ihre Anlage als Gesprächskonzerte, häufig unter persönlicher Anwesenheit der Komponistinnen.
Von 1988 bis 2001 veranstaltete der Verein in einer eigenen Reihe Komponistinnen jährlich zwei Konzerte in München und Umgebung und gestaltete auf Einladung anderer Organisationen Musikbeiträge zu Veranstaltungen. Nach 25 Komponistinnen-Konzerten in 13 Jahren mit Werken ausschließlich von Frauen hatte sich mfm entschlossen, mit einer neuen Strategie die Ziele des Vereins umzusetzen. Die Konzerte der Reihe Komponistinnen werden in begrenztem Rahmen weitergeführt, ab der Saison 2002/2003 wird aber zusätzlich alle zwei Jahre ein Kompositionsauftrag vergeben.

## Kompositionsauftrag

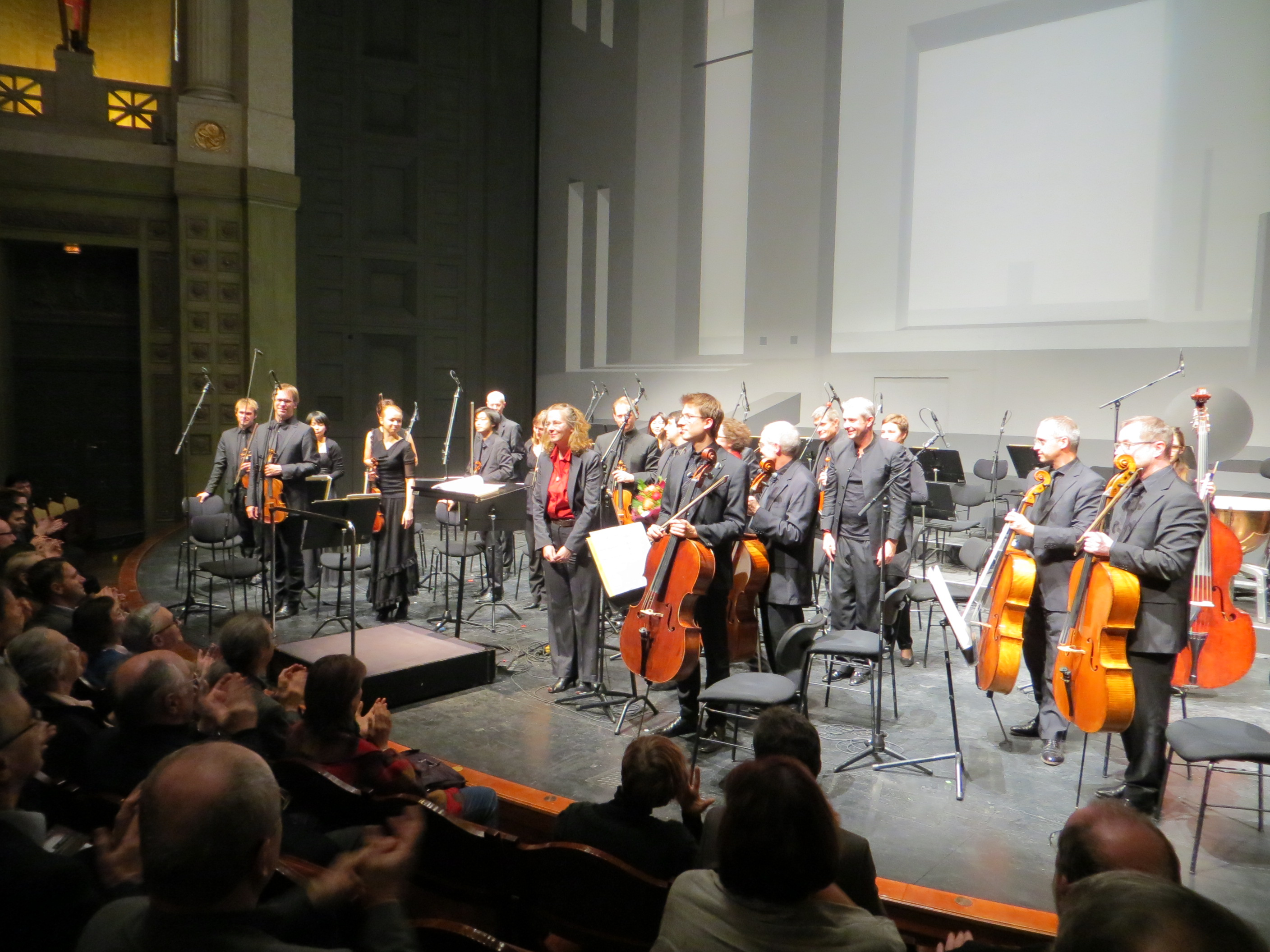
Uraufführung von „bandes dessinées“ von Helena Winkelman mit dem Münchner Kammerorchester am 13. Dezember 2012 im Münchner Prinzregententheater als Auftragswerk von mfm

Seit 2003 werden von mfm durch eine Fachjury in zweijährigem Rhythmus Kompositionsaufträge an zeitgenössische Komponistinnen vergeben, die mit 7.500 € dotiert sind. Diese Werke werden vom Münchener Kammerorchester (MKO) seit der Spielzeit 2003/2004 im Rahmen eines Abonnementkonzerts unter der Leitung von Christoph Poppen und in seiner Nachfolge von Alexander Liebreich uraufgeführt.
- 2003: Julia Wolfe – Cruel sister (UA am 27. Mai 2004, Herkulessaal der Münchner Residenz)
- 2005: Katia Tchemberdji – Abschiedsgesänge (UA am 4. Mai 2006, Prinzregententheater München)[5]
- 2007: Atanasia Tzanou – La valée a rejoint la nuit (UA am 8. Mai 2008, TU München Audimax Musik & Technik – zwei Welten im Gleichklang)
- 2009: Helena Tulve – To the breathing water (Original: Hingamisveele, UA am 6. Oktober 2011, Prinzregententheater München)
- 2011: Helena Winkelman – bandes déssinées (UA am 10. Dezember 2012, Prinzregententheater München)[6]
- 2013: Milica Djordjevic – Sky limited (UA am 9. Oktober 2014, Prinzregententheater München)
- 2015: Clara Iannotta – dead wasps in the jam-jar (ii)
- 2017: Lisa Streich – Mantel (UA am 13. Dezember 2018 in München)[7]
- 2019: Justė Janulytė[8]

## Von Verein aufgeführte Komponistinnen
- Alma Mahler
- Amanda Collins
- Amy Beach
- Anna Amalia von Preußen
- Anna Bon di Venezia
- Antje Uhle
- Athanasia Tzanou
- Grażyna Bacewicz
- Barbara Strozzi
- Barbara Buchholz
- Barbara Heller
- Betsy Jolas
- Bettina Koziol
- Biancamaria Furgeri
- Biljana Mitrovska
- Brina Jez-Brezavscek
- Camilla de Rossi
- Carola Bauckholt
- Caroline Ansink
- Caroline von Brandenstein
- Caroline Wilkins
- Cécile Chaminade
- Cecilia Maria Berthelemon
- Clara Schumann
- Dijana Boskovic
- Violeta Dinescu
- Dorothee Eberhardt
- Edmée-Sophie Gail
- Elina Goto
- Elisabeth Kuyper
- Elisabeth-Claude Jacquet de la Guerre
- Elisenda Fábregas
- Ellen Taaffe
- Eun-Sil Kwon
- Eva Roscher
- Evelin Faltis
- Fanny Hensel
- Fanya de Stella
- Farangis Nurulla-Khoja
- Firəngiz Əlizadə
- Franziska Lebrun
- Germaine Tailleferre
- Gisela Goebels-Behrend
- Gloria Coates
- Grete von Zieritz
- Sofia Gubaidulina
- Heide Baader-Nobs
- Helena Winkelman
- Helene Liebmann
- Helga Pogatschar
- Henriette Hilde Bosmans
- Hilde Kappes
- Hildegard von Bingen
- Ilse Fromm-Michaels
- Isabella Leonarda
- Jacqueline Fontyn
- Janet Gilbert
- Joan Tower
- Johanna Kinkel
- Juan Huang
- Juana Lidia Argumedo
- Julia Wolfe
- Katalin Pócs
- Katherine Hoover
- Katia Tchemberdji
- Laurie Anderson
- Lili Boulanger
- Lioba Hartung
- Liza Lim
- Ljubica Maric
- Louise Adolpha Le Beau
- Louise Farrenc
- Louise Kerr
- Lucie Robert-Diessel
- Lyudmila Shleg
- Maddalena Laura Sirmen
- Magret Wolf
- Maria Bach
- Maria Saveria Prucona
- Maria Theresia Paradis
- Marianna von Martines
- Marlaena Kessick
- Mary Wurm
- Matilde Capuis
- Myung-Sun Lee
- Nadia Boulanger
- Narine Khachatryan
- Natasha Bogojevich
- Olga Mishula
- Pauline Viardot-Garcia
- Penka Kouneva
- Philippine Schick
- Ravissa de Turin
- Rolande Falcinelli
- Ruth Crawford
- Ruth Schonthal
- Shulamit Ran
- Siegrid Ernst
- Silvia Barrios
- Simone Gruber
- Sorrel Hays
- Susanne Erding
- Tanja León
- Tatjana Komarova
- Toyoko Yamashite
- Tzdenka von Ticharich
- Ursula Mamlok
- Uschi Laar
- Vera Stanojevic
- Vivienne Olive
- Younghi Pagh-Paan
- Yvonne Desportes

## Weitere Projekte und Unterstützungen
- Aktion ChorKomponistinnen hören: 300 Chöre in München wurden eingeladen, im Jahr 2013 Chorwerke von Frauen aufzuführen. Als Hilfestellung gab der Verein ein Recherchedokument mit Kompositionsvorschlägen für mehrere Schwierigkeitsstufen an die Chorleiter, da eine gezielte Suche nach Komponistinnen und ihren Werken durch technische Einstellungen von Suchmaschinen schwierig ist.

- Im Mai 2013 unterstützte der Verein die erstmals in einer deutschen Stadt stattfindende Street-Piano-Aktion Play Me, I'm Yours des Künstlers Luke Jerram. Insgesamt 19 gebrauchte Klaviere wurden von Münchner Künstlern gestaltet, eines davon durch die Grafikdesignerin Irmgard Voigt im Auftrag von mfm, die ein Komponistinnen-Klavier schuf, das 10 Tage lang auf dem Hohenzollernplatz stand. Mit Hilfe des Archivs Frau und Musik wurden dafür rund 40 Namen von aktiven Komponistinnen aus dem Münchner Raum ausfindig gemacht und verwendet. Dieses Klavier wurde von einem mfm-Mitglied ersteigert und soll als Wanderkunstwerk an Münchner Schulen v. a. Kinder für Komponistinnen sensibilisieren.[9]

- Frauenorchesterprojekt Süd: es werden Werke von Komponistinnen durch Laienmusikerinnen (Männer willkommen) aufgeführt.

- Musikberatung, Vorträge und Forschungsaufgaben für die große Ausstellung Ab nach München! – Künstlerinnen um 1900 des Münchner Stadtmuseums (11. September 2014 bis Ende Februar 2015) mit umfangreichem, auch musikalischem Rahmenprogramm.

- Musikberatung zu den Feierlichkeiten des Stadtbunds der Münchner Frauenverbände zum 100-jährigen Bestehen im Januar 2014

- Konferenz Und sie komponieren, dirigieren doch! (31. Januar/1. Februar 2016) in Kooperation mit dem Archiv Frau und Musik Frankfurt/Main und musikerlebnis (Tonicale Event GmbH)

## Auszeichnungen
- Zum 10-jährigen Bestehen wurde der Verein am 8. März 1998 für seine „einzigartige Pionierarbeit in der unbekannten Welt des künstlerischen Schaffens von Frauen in der Musik“ von der Stadt München mit dem Anita-Augspurg-Preis für 1997 ausgezeichnet.[10]
- 2004 erhielt musica femina münchen für seine Verdienste das Bundesverdienstkreuz. Die Ehrung wurde nach dem Senioritätsprinzip stellvertretend von Dr. Helga Kästner entgegengenommen.

## Kritiken (Auswahl)
- Julian Nida-Rümelin 1998 (als Kulturreferent der Landeshauptstadt München): „musica femina münchen, inzwischen zu einer festen Einrichtung im Kulturleben der Landeshauptstadt geworden, hat in den vergangenen zehn Jahren wesentlich dazu beigetragen, daß komponierende Frauen mehr in das Bewusstsein der Musikveranstalter und der Öffentlichkeit gerückt sind. Dies ist ein vorbildlicher Beitrag zur Förderung der Gleichberechtigung von Frauen.“
- Hans Zehetmair 1998 (als Bayerischer Staatsminister für Unterricht, Kultus, Wissenschaft und Sport): „Mit Spürsinn, fachlicher Kompetenz und starkem persönlichen Einsatz haben sie eine Fülle von Werken von Komponistinnen der Vergangenheit ausfindig gemacht, diese für die Aufführungen aufgearbeitet und in einer dafür eigens ins Leben gerufenen Konzertreihe einem größeren Publikum vorgestellt. […] Anlässlich ihres zehnjährigen Bestehens kann musica femina münchen auf beachtliche Erfolge zurückblicken. Ein großes Repertoire bisher unbekannter Musik von Komponistinnen der Vergangenheit wurde erschlossen und in Konzerten einer wachsenden Zuhörerzahl vorgestellt. Zahlreichen Komponistinnen der Gegenwart wurde die Möglichkeit eröffnet, in Porträtkonzerten sich und ihr Werk vorzustellen.“[11]